# Walter Zelinski
Walter Zelinski (* 4. Oktober 1948 in Elmshorn, Schleswig-Holstein; † 21. Dezember 2019) war ein deutscher Lehrer, Radiomoderator und niederdeutscher Autor.

## Leben
Nach der Schulzeit machte er zunächst eine Lehre als Heizungsmonteur in Hamburg. Dort studierte er anschließend über den Zweiten Bildungsweg und wurde Lehrer. Von 1976 bis zu seiner Pensionierung 2012 unterrichtete er an der integrierten Gesamtschule Trappenkamp, heute Richard-Hallmann-Schule, von 1989 als Schulleiter.
Nebenbei arbeitete Zelinski beim NDR 1 Welle Nord und verfasste zunächst plattdeutsche Glossen über sportliche Themen. Im April 1997 wurde er Autor und ständiger Moderator der Sendereihe Hör mal ’n beten to. Außerdem veröffentlichte er etliche Bücher und Hörbücher mit plattdeutschen Kurzgeschichten und Glossen.
Walter Zelinski war verheiratet und Vater einer Tochter.

## Werke
- Wenn de Hahn kreiht op den Mist ...: ‚Hör mal ’n beten to‘-Geschichten, Verlag Michael Jung, Kiel 2000, ISBN 3-929596-86-5
- Von Quarkbüdels un anner Lüüd: ‚Hör mal ’n beten to‘-Geschichten, Verlag Michael Jung, Kiel 2004, ISBN 3-89882-034-3
- Andrea May und Michael Jung (Hrsg.) Wiehnachten steiht vor de Döör!, Autoren: Ines Barber, Udo Bielenberg, Anneliese Braasch, Ulli Brüchmann, Lotte Brügmann-Eberhardt, Heiko Gauert, Ubbo Gerdes, Günter Harte, Kerstin Kromminga, Wolfgang Sieg, Jasper Vogt, Falko Weerts und Walter Zelinski, Verlag Michael Jung, Kiel 2004, ISBN 3-89882-038-6
- Kümmt jümmers anners, as een denkt!: ‚Hör mal ’n beten to´-Geschichten‘, Verlag Michael Jung, Kiel 2006, ISBN 3-89882-063-7
- Beten scheev hett Gott leev!, Verlag Michael Jung, Kiel 2009, ISBN 978-3-89882-105-6

## Tonträger
- Walter Zelinski vertellt: `Hör mal'n beten to´-Geschichten (CD), Verlag Michael Jung, Kiel 2006, ISBN 3-89882-073-4